# Ancylopsetta
Ancylopsetta es un género de peces lenguados areneros de la familia Paralichthyidae, del orden Pleuronectiformes. Esta especie marina fue descubierta por Theodore Gill en 1864.

## Especies
Especies reconocidas del género:
- Ancylopsetta antillarum Gutherz, 1966
- Ancylopsetta cycloidea J. C. Tyler, 1959
- Ancylopsetta dendritica C. H. Gilbert, 1890
- Ancylopsetta dilecta (Goode & T. H. Bean, 1883)
- Ancylopsetta kumperae J. C. Tyler, 1959
- Ancylopsetta microctenus Gutherz, 1966
- Ancylopsetta ommata (D. S. Jordan & C. H. Gilbert, 1883)

### Lectura recomendada
- А. А. Алдашев. Биология терминдеринин жана айбанат аттарынын орусча-кыргызча сөздүгү. - Бишкек, 1998. ISBN 9967-11-027-9.